# European Nations Cup Eerste Divisie 2012/14
De European Nations Cup Eerste Divisie 2012/14 is de hoogste competitie van rugby union in Europa na het Zeslandentoernooi. De Eerste Divisie is verdeeld in twee groepen: Divisie 1A en Divisie 1B.
De competitie werd gespeeld over een twee jaar cyclus waarin een volledige competitie werd gespeeld. Elk kalenderjaar wordt er een halve competitie gespeeld waaruit een jaar kampioen voort komt.
België promoveerde vorig seizoen naar de hoogste divisie ten koste van Oekraïne. Zweden promoveerde van de Tweede Divisie naar de Eerste Divisie ten koste van Nederland.

## WK 2015 kwalificatie
Net als de 2008/10 seizoen zal dit seizoen een rol spelen in de kwalificatie voor het Wereldkampioenschap rugby 2015.
De eerste twee landen uit de Divisie 1A plaatsen zich rechtstreeks voor het WK. Het land dat als derde eindigt speelt play-off wedstrijden tegen de kampioen van Divisie 1B en de leiders uit de Tweede Divisie aan het einde van de 2012/13 seizoen. De winnaar van de play-offs speelt dan de herkansings play-off tegen een land van een ander continent.

## Puntensysteem
Teams kunnen als volgt punten verdienen:
- 4 punten voor een overwinning
- 2 punten voor een gelijkspel
- 0 punten voor een verloren wedstrijd
- 1 bonus punt voor het scoren van minimaal 4 tries in een wedstrijd
- 1 bonus punt voor het verliezen van een wedstrijd met 7 of minder punten

## Divisie 1A

### Seizoen 2013

#### Eindstand
| #  | Team     | GW | Win | Gel | Ver | Bon | Pnt | Voor | Tegen | Saldo |
| -- | -------- | -- | --- | --- | --- | --- | --- | ---- | ----- | ----- |
| 1. | Georgië  | 5  | 4   | 1   | 0   | 1   | 19  | 135  | 61    | 74    |
| 2. | Roemenië | 5  | 4   | 1   | 0   | 1   | 19  | 114  | 65    | 49    |
| 3. | Rusland  | 5  | 3   | 0   | 2   | 2   | 14  | 110  | 116   | -6    |
| 4. | Portugal | 5  | 1   | 1   | 3   | 1   | 7   | 75   | 96    | -21   |
| 5. | België   | 5  | 0   | 1   | 4   | 3   | 5   | 92   | 131   | -39   |
| 6. | Spanje   | 5  | 0   | 2   | 3   | 1   | 5   | 72   | 129   | -57   |

#### Legenda
| Kleur | Kwalificatie voor      |
| ----- | ---------------------- |
|       | Europees kampioen 2013 |

#### Wedstrijden
|  | 2 februari 2013 | Portugal | 13–19   | Roemenië | Estádio Universitário de Lisboa, Lissabon         |  |
|  |                 | Try: Julien Bardy (63') · Con: Pedro Leal · Pen: Pedro Leal 2 (24', 69') · Kaarten: Julien Bardy 35' tot 45' | verslag | Try: Eugen Căpăţână (75') · Con: Florin Vlaicu · Pen: Florin Vlaicu 4 (5', 29', 35', 51') · Kaarten: Mihăiţă Lazăr 79' tot 80' | Toeschouwers: 3,000 Scheidsrechter: Neil Hennessy |  |

|  | 2 februari 2013 | Rusland                                                                                | 13–9               | Spanje                                                              | Sochi Central Stadium, Sotsji                           |  |
|  |                 | Try: Mikhail Babaev (11') Con: Igor Klyuchnikov (1/1) Pen: Igor Klyuchnikov (59', 71') | verslag[dode link] | Pen: Jaime Nava de Olano (14') Drop: Jaime Nava de Olano (45', 54') | Toeschouwers: 400 (IRB) Scheidsrechter: David Willinson |  |

|  | 2 februari 2013 | België | 13–17   | Georgië | King Baudouin Stadium, Brussel  |  |
|  |                 | Try: Alain Miriallakis (25') · Con: Alan Williams · Pen: Alan Williams 2 (39', 43') · Kaarten: Maxime Jadot 3', · Norman Wende 51' tot 61' | verslag | Try: Mamuka Gorgodze (50'), · Levan Chilachava (71') · Con: Merab Kvirikashvili (2/2) · Pen: Merab Kvirkashvili (27') · Kaarten: Davit Kubriashvili 3', · Viktor Kolelishvili 38' tot 48' | Scheidsrechter: Matteo Liperini |  |

|  | 9 februari 2013 | Georgië | 25–12   | Portugal                             | Mikheil Meskhi Stadium, Tbilisi     |  |
|  |                 | Try: Lasha Khmaladze (3'), Tedore Zibzibadze 2 (64', 79') Con: Merab Kvirikashvili 2 Pen: Merab Kvirikashvili 2 (59', 72') | verslag | Pen: Pedro Leal 4 (8', 55' 60', 70') | Scheidsrechter: Gia Amirkhanashvili |  |

|  | 9 februari 2013 | Roemenië | 29–14   | Rusland | Stadionul Arcul de Triumf, Boekarest            |  |
|  |                 | Try: Robert Dascălu (58'), · Florin Vlaicu (79') · Con: Florin Vlaicu 2 · Pen: Florin Vlaicu 5 (7', 38', 44', 71', 75') · Kaarten: Daniel Carpo 46' tot 56' | verslag | Try: Dmitry Gerasimov (15') · Pen: Igor Klyuchnikov 3 (13', 40', 71') · Kaarten: Andrey Garbuzov 74' tot 80' | Toeschouwers: 2,500 Scheidsrechter: Luke Pearce |  |

|  | 9 februari 2013 | België                                                                                                | 21–21   | Spanje                                                                                               | King Baudouin Stadium, Brussel   |  |
|  |                 | Try: Julien Berger (23'), Guillaume Piron (50') Con: Alan Williams Pen: Alan Williams 3 (1', 7', 75') | verslag | Try: Matías Tudela Perret (4'), Jaike Carter (71') Con: Corey Smith Pen: Corey Smith (38', 57', 64') | Scheidsrechter: Stephan Pomarede |  |

|  | 23 februari 2013 | Rusland                                                                               | 9–23    | Georgië | Sochi Central Stadium, Sotsji   |  |
|  |                  | Pen: Igor Klyuchnikov 2 (6', 66'), Sergey Sugrobov (76') Kaarten: Alexey Volkov (70') | verslag | Try: Viktor Kolelishvili (60') Davit Kubriashvili (80') Con: Merab Kvirikashvili 2 (60', 80') Pen: Merab Kvirikashvili (11', 25', 71') Kaarten: Konstantine Mikautadze (64') | Scheidsrechter: Laurent Cardona |  |

|  | 23 februari 2013 | Spanje                                                                                         | 15–25   | Roemenië | Las Mestas, Gijón                                     |  |
|  |                  | Try: Lionel Pardo (46'), César Sempere (78') Con: Corey Simpson (46') Pen: Corey Simpson (19') | verslag | Try: Cătălin Fercu (22') · Con: Florin Vlaicu (22') · Pen: Florin Vlaicu 6 (6', 12', 17', 29', 49', 67') · Kaarten: Mihai Macovei 41' tot 51' | Toeschouwers: 4,500 Scheidsrechter: Giuseppe Vivarini |  |

|  | 23 februari 2013 | Portugal                                                                        | 18–12 | België                                                                                         | Lissabon                         |  |
|  |                  | Try: Gonçalo Foro (17') (61') Con: Pedro Leal (62') Pen: Pedro Leal 2 (6', 76') |       | Pen: Alan Williams 4 (4', 8', 40', 70') Kaarten: Mathieu Verschelden (35') Carlos Fierro (72') | Scheidsrechter: Vlad Iordachescu |  |

|  | 9 maart 2013 | Georgië | 61–18   | Spanje | Mikheil Meskhi Stadium, Tbilisi |  |
|  |              | Try: Dimitri Basilaia 2 (22', 63'), Merab Sharikadze (26'), Lasha Khmaladze (33'), Irakli Machkhaneli (46'), Vasil Kakovin (49'), Tamaz Mchedlidze 2 (69', 79') Con: Merab Kvirikashvili 4, Beka Tsiklauri 2 Pen: Merab Kvirikashvili 3 (8', 21', 31') | verslag | Try: Matías Tudela Perret (57'), · Jaike Christian Carter (67') · Con: Corey Noel Simpson · Kaarten: Lorenzo Gabriel Ortiz Crivelli 79' tot 80' | Scheidsrechter: Stuart Gaffikin |  |

|  | 9 maart 2013 | Portugal | 23–31   | Rusland | Estádio Universitário de Lisboa, Lissabon |  |
|  |              | Try: Aderito Esteves (55') · Pen: Pedro Leal 3 (4', 17', 32'), · Samuel Marques 3 (21', 30', 38') · Kaarten: Julian Bardy 43' tot 53' | verslag | Try: Vladimir Ostroushko (22'), · Kirill Kulemin (45'), · Andrey Temnov (48'), · Vasily Artemyev (65') · Con: Sergey Yanyushkin 3, · Sergey Sugrobov · Pen: Sergey Yanyushkin (8') · Kaarten: Alexey Volkov 5' tot 15', · Alexey Makovetskiy 38' tot 48', · Dmitry Gerasimov 55' tot 65' | Scheidsrechter: J.P. Matheu               |  |

|  | 9 maart 2013 | België                                                         | 14–32   | Roemenië | King Baudouin Stadium, Brussel |  |
|  |              | Try: Thomas Demolder (64') Pen: Alan Williams 3 (2', 29', 39') | verslag | Try: Andrei Radoi (3'), Penalty Try (35'), Mihai Macovei (41'), Ionut Dimofte (55') Con: Florian Vlaicu 3 Pen: Florian Vlaicu (14'), Ionut Dimofte (71') | Scheidsrechter: Andy Ireland   |  |

|  | 16 maart 2013 | Roemenië                                                                   | 9–9     | Georgië                                                                             | Stadionul Arcul de Triumf, Boekarest |  |
|  |               | Pen: Florian Vlaicu 3 (15', 20' 52') · Kaarten: Florian Vlaicu 72' tot 80' | verslag | Pen: Merab Kvirikashvili 3 (7', 30', 44') · Kaarten: Shalva Sutiashvili 70' tot 80' | Scheidsrechter: Ian Davies           |  |

|  | 16 maart 2013 | Spanje | 9–9                | Portugal | Estadio San Lázaro, Santiago de Compostela         |  |
|  |               | Pen: Corey Simpson 2 (10', 80'), · Jaime Nava Olana (16') · Kaarten: Unai Lasa Arratibel 39' tot 49', · Matthew Cook 69' tot 79' | verslag[dode link] | Pen: Pedro Leal (46',69'), · Samuel Marques (62') · Kaarten: Aurelian Beco 12' tot 22', · Juan Murre 39' tot 49' | Toeschouwers: 3,500 Scheidsrechter: Cedric Marchat |  |

|  | 16 maart 2013 | Rusland | 43–32   | België | Sochi Central Stadium, Sotsji    |  |
|  |               | Try: Victor Gresev (7'), · Kirill Kulemin 2 (21', 66'), · Penalty Try (36'), · Dmitry Gerasimov (48'), · Andrey Temnov (53'), · Grigory Tsnobiladze (80'+3') · Con: Igor Klyuchnikov 4 · Kaarten: Grigory Tsnobiladze 59' tot 69', · Kirill Kulemin 74' tot 80' | verslag | Try: Alain Miriallakis (17'), · Cyril Nana (62'), · Julien Berger (69'), · Penalty Try (80') · Con: Carlos Fierro 3 · Pen: Carlos Fierro 2 (11', 38) · Kaarten: Mathieu Vershelden 70' tot 80' | Scheidsrechter: Claudio Blessano |  |

### Seizoen 2014

#### Eindstand
| #  | Team     | GW | Win | Gel | Ver | Bon | Pnt | Voor | Tegen | Saldo |
| -- | -------- | -- | --- | --- | --- | --- | --- | ---- | ----- | ----- |
| 1. | Georgië  | 5  | 5   | 0   | 0   | 2   | 22  | 151  | 45    | 106   |
| 2. | Roemenië | 5  | 4   | 0   | 1   | 3   | 19  | 128  | 41    | 87    |
| 3. | Rusland  | 5  | 3   | 0   | 2   | 1   | 14  | 109  | 133   | -24   |
| 4. | Spanje   | 5  | 2   | 0   | 3   | 2   | 10  | 87   | 114   | -27   |
| 5. | Portugal | 5  | 1   | 0   | 4   | 1   | 5   | 70   | 126   | -56   |
| 6. | België   | 5  | 0   | 0   | 5   | 1   | 1   | 42   | 128   | -86   |

#### Legenda
| Kleur | Kwalificatie voor      |
| ----- | ---------------------- |
|       | Europees kampioen 2014 |

#### Wedstrijden
| 1 februari 2014 | Roemenië | 24–0 | Portugal | Cluj Arena, Cluj-Napoca Toeschouwers: 5,000 |
| 1 februari 2014 |          |      |          | Cluj Arena, Cluj-Napoca Toeschouwers: 5,000 |

| 1 februari 2014 | Spanje | 25–28 | Rusland | Madrid |
| 1 februari 2014 |        |       |         | Madrid |

| 1 februari 2014 | Georgië | 35–0 | België | Tbilisi |
| 1 februari 2014 |         |      |        | Tbilisi |

| 8 februari 2014 | Portugal | 9–34 | Georgië | Lissabon |
| 8 februari 2014 |          |      |         | Lissabon |

| 8 februari 2014 | Rusland | 3–34 | Roemenië | Nebug |
| 8 februari 2014 |         |      |          | Nebug |

| 8 februari 2014 | Spanje | 11–6 | België | Madrid |
| 8 februari 2014 |        |      |        | Madrid |

| 22 februari 2014 | Georgië | 36–10 | Rusland | Dinamo Arena, Tbilisi Toeschouwers: 54,000 |
| 22 februari 2014 |         |       |         | Dinamo Arena, Tbilisi Toeschouwers: 54,000 |

| 22 februari 2014 | Roemenië | 32–6 | Spanje | Cluj Arena, Cluj-Napoca Toeschouwers: 6,000 |
| 22 februari 2014 |          |      |        | Cluj Arena, Cluj-Napoca Toeschouwers: 6,000 |

| 22 februari 2014 | België | 6–19 | Portugal | Brussel |
| 22 februari 2014 |        |      |          | Brussel |

| 8 maart 2014 | Spanje | 17–24 | Georgië | Madrid |
| 8 maart 2014 |        |       |         | Madrid |

| 8 maart 2014 | Rusland | 34–18 | Portugal | Sotsji |
| 8 maart 2014 |         |       |          | Sotsji |

| 8 maart 2014 | Roemenië | 29–10 | België | Constanța |
| 8 maart 2014 |          |       |        | Constanța |

| 15 maart 2014 | Georgië | 22–9 | Roemenië | Mikheil Meskhi Stadium, Tbilisi Toeschouwers: 25,517 Scheidsrechter: Luke Pearce |
| 15 maart 2014 |         |      |          | Mikheil Meskhi Stadium, Tbilisi Toeschouwers: 25,517 Scheidsrechter: Luke Pearce |

| 15 maart 2014 | Portugal | 24–28 | Spanje | Lissabon |
| 15 maart 2014 |          |       |        | Lissabon |

| 15 maart 2014 | België | 20–34 | Rusland | Brussel |
| 15 maart 2014 |        |       |         | Brussel |

### Gecombineerde stand (2012–2014)

#### Eindstand
| #  | Team     | GW | Win | Gel | Ver | Bon | Pnt | Voor | Tegen | Saldo |
| -- | -------- | -- | --- | --- | --- | --- | --- | ---- | ----- | ----- |
| 1. | Georgië  | 10 | 9   | 1   | 0   | 3   | 41  | 286  | 106   | 180   |
| 2. | Roemenië | 10 | 8   | 1   | 1   | 4   | 38  | 242  | 106   | 136   |
| 3. | Rusland  | 10 | 6   | 0   | 4   | 4   | 28  | 219  | 249   | -30   |
| 4. | Spanje   | 10 | 2   | 2   | 6   | 3   | 15  | 159  | 243   | -84   |
| 5. | Portugal | 10 | 2   | 1   | 7   | 2   | 12  | 145  | 222   | -77   |
| 6. | België   | 10 | 0   | 1   | 9   | 4   | 6   | 134  | 259   | -125  |

#### Legenda
| Kleur | Kwalificatie voor               |
| ----- | ------------------------------- |
|       | Wereldkampioenschap rugby 2015  |
|       | Play-offs voor plaats op het WK |
|       | Degradatie naar Divisie 1B      |

## Divisie 1B

### Seizoen 2012-13

#### Eindstand
| #  | Team      | GW | Win | Gel | Ver | Bon | Pnt | Voor | Tegen | Saldo |
| -- | --------- | -- | --- | --- | --- | --- | --- | ---- | ----- | ----- |
| 1. | Duitsland | 5  | 4   | 0   | 1   | 4   | 20  | 191  | 89    | 102   |
| 2. | Moldavië  | 5  | 3   | 0   | 2   | 3   | 15  | 119  | 139   | -20   |
| 3. | Polen     | 5  | 3   | 0   | 2   | 1   | 13  | 95   | 71    | 24    |
| 4. | Zweden    | 5  | 3   | 0   | 2   | 1   | 13  | 122  | 130   | -8    |
| 5. | Oekraïne  | 5  | 2   | 0   | 3   | 2   | 10  | 122  | 122   | 0     |
| 6. | Tsjechië  | 5  | 0   | 0   | 5   | 1   | 1   | 56   | 157   | -101  |

#### Wedstrijden
|  | 6 oktober 2012 | Tsjechië                                                  | 3 - 29  | Polen | Fiat Arena - Stadion Josefa Kohouta, Říčany |  |
|  |                | Drop: Petr Čížek (8') · Kaarten: Pavel Indrák 62' tot 72' | verslag | Try: Romuald Berthe (23'), · Alexandre Beccuau (28') · Con: David Chartier 2 · Pen: David Chartier 5 (3', 6', 20', 34', 40') · Kaarten: Dawid Banaszek 76' tot 80' | Scheidsrechter: J.P.Matheu                  |  |

|  | 20 oktober 2012 | Zweden                                                                | 10 - 22            | Oekraïne | Stockholm                                         |  |
|  |                 | Try: Robin Fransson (64') Con: Dustin Eaton Pen: Robin Fransson (20') | verslag[dode link] | Try: Oleksandr Lomakin (42') · Con: Oleg Kosariev · Pen: Oleg Kosariev 5 (8', 15' 28' 40', 47') · Kaarten: Sergii Sukhihk 49' tot 59', · Sergiy Tserkovniy 76' tot 80' | Toeschouwers: 750 Scheidsrechter: Pedro Murinello |  |

|  | 27 oktober 2012 | Zweden | 54 - 6             | Moldavië                          | Stockholm                        |  |
|  |                 | Try: Thomas Arvidsson 2 (14', 80'), Ian Gowland 3 (61', 68', 78'), Lee Sandberg (73'), Simon Pierce (75') Con: Robin Fransson 5 Pen: Robin Fransson 3 (34', 40'+1', 65') | verslag[dode link] | Pen: Mihai Golubenco 2 (21', 47') | Scheidsrechter: Igotz Gallastegi |  |

|  | 27 oktober 2012 | Duitsland | 46 - 28            | Oekraïne | Sportsclub Siemensstadt, Berlijn                      |  |
|  |                 | Try: Sean Armstrong (7'), Manuel Wilhelm (14'), Robert May 2 (21', 68'), Benjamin Simm (56'), Raynor Parkinson (78') Con: Raynor Parkinson 5 Pen: Raynor Parkinson 2 (34', 52') | verslag[dode link] | Try: Oleg Lytvynenko (24'), · Oleg Kosariev (35'), · Serhii Sukhikh (47'), · Vladyslav Hrabovskyy (63') · Con: Oleg Kosariev 4 · Kaarten: Roman Kulakivskyi 19' tot 29', · Sergii Nikitin 32' tot 42' | Toeschouwers: 1,100 Scheidsrechter: Robert Diaconescu |  |

|  | 3 november 2012 | Polen                                                                                             | 22 - 13            | Duitsland                                                                          | Gdańsk                    |  |
|  |                 | Try: Michał Krużycki (32') Con: David Chartier Pen: David Chartier 5 (50', 66', 74', 79', 80'+2') | verslag[dode link] | Try: Sean Armstrong (20') Con: Raynor Parkinson Pen: Raynor Parkinson 2 (58', 80') | Scheidsrechter: Pikovkhin |  |

|  | 10 november 2012 | Tsjechië | 18 - 22            | Zweden | Stadion RC Tatra Smíchov, Praag |  |
|  |                  | Try: Vojtěch Havel (3'), · Vojtěch Mára (9') · Con: Petr Čížek · Pen: Petr Čížek (36'), · Martin Schneider (68') · Kaarten: Jiří Černý 69' tot 79' | verslag[dode link] | Try: Robin Fransson (6') Con: Robin Fransson Pen: Robin Fransson 2 (19', 44'), Dustin Eaton 3 (70', 72', 79') | Scheidsrechter: Ken Lambrechts  |  |

|  | 17 november 2012 | Duitsland | 32 - 14            | Moldavië | Fritz-Grunebaum-Sportpark, Heidelberg |  |
|  |                  | Try: Kehoma Brenner (19'), · Kieran Manawatu 2 (22', 68'), · Damien Tussac (31') · Con: Raynor Parkinson 3 · Pen: Raynor Parkinson 2 (44', 52') · Kaarten: Mustafa Güngör 60' tot 70' | verslag[dode link] | Try: Andrei Romanov (46'), · Maxim Cobilas (61') · Con: Mihai Golubenco 2 · Kaarten: Andrei Romanov 66' tot 76' | Scheidsrechter: Claudio Blessano      |  |

|  | 17 november 2012 | Oekraïne | 42 - 15 | Tsjechië                                   | Meteor Dnepropetrovsk, Dnepropetrovsk |  |
|  |                  | Try: Oleksyi Novokreshcheno (3'), · Ievgen Chalka (51'), · Vitalii Krasnodemskyi (79') · Con: Pavlo Masiukov 3 · Pen: Pavlo Masiukov 6 (21', 33', 44', 46', 64', 69') · Drop: Sergiy Tserkovniy (60') · Kaarten: Oleksyi Novokreshcheno 76' tot 80' | verslag | Pen: Petr Čížek 5 (6', 13', 40', 54', 57') | Scheidsrechter: Radu Petrescu         |  |

|  | 9 maart 2013 | Tsjechië                                          | 8 - 27  | Duitsland | Praag                                              |  |
|  |              | Try: Pavel Vokrouhlík (38') Pen: Petr Čížek (52') | verslag | Try: Pieter Jordaan 2 (7', 36'), Sean Armstrong (42'), Marten Strauch (49') Con: Raynor Parkinson 2 Pen: Raynor Parkinson (47') | Toeschouwers: 500 Scheidsrechter: Vlad Iordachescu |  |

|  | 16 maart 2013 | Moldavië | 37 - 12 | Tsjechië | Chișinău                                                                                               |  |
|  |               | Try: Victor Arhip (9'), · Dumitru Vasilachi (12'), · Veaceslav Titica 3 (42', 52', 64'), · Sergiu Castravet (57'), · TBA (78') · Con: Mihai Golubenco · Kaarten: Victor Arhip 10' tot 20' | verslag | Try: Lukáš Macháček (11'), · Michal Jirman (80'+1') · Con: Václav Jursík · Kaarten: Pavel Indrák 51' tot 61' | Toeschouwers: 2,000 Scheidsrechter: Andrea Spadoni Goalpost crossbars were fixed at 4m, instead of 3m. |  |

|  | 30 maart 2013 | Polen | 13 - 12 | Oekraïne | Gdynia                       |  |
|  |               | Try: Alexander Beccau (75') Con: David Chatier Pen: David Chatier 2 (9', 80+2') Kaarten: Cedric Vaissiere 61', Kamil Bobryk 64' | verslag | Try: Vitalii Krasnodemskyi (5'), · Vitalii Kramarenko (10') · Con: Pavlo Masiukov · Kaarten: Vladyslav Hrabovskyy 17' tot 27', · Oleg Kosariev 61', · Viacheslav Krasylnyk 64' | Scheidsrechter: Lloyd Linton |  |

|  | 6 april 2013 | Duitsland | 73 - 17 | Zweden                                                                              | Hamburg                                           |  |
|  |              | Try: Manuel Wilhelm 2 (5', 32'), · Alexander Hug (28'), · Marten Strauch (34'), · Kieran Manawatu (40'), · Raynor Parkinson (56'), · Clemens von Grumbkow (59'), · Lars Eckert (69'), · Kehoma Brenner (73'), · Robert Mohr (80') · Con: Raynor Parkinson 10 · Drop: Raynor Parkinson (65') · Kaarten: Sean Armstrong 16' tot 26' | verslag | Try: Simon Pierce (53'), Ian Gowland (66'), Tim Johansson (78') Con: Robin Fransson | Toeschouwers: 3,500 Scheidsrechter: Pedro Montoya |  |

|  | 7 april 2013 | Oekraïne | 18 - 38 | Moldavië | Odessa                                            |  |
|  |              | Try: Taras Marchenko (32'), Ruslan Radchuk (73') Con: Mykola Deliyergiev Pen: Sergiy Tserkovniy (4'), Mykola Deliyergiev (40') | verslag | Try: Dumitru Arhip 2 (13', 27'), Vadim Cobilas (17'), Veaceslav Titica (53'), Alexandru Bulgac (56'), Stefan Leca (79') Con: Octavian Manoli 4 | Toeschouwers: 4,500 Scheidsrechter: Radu Petrescu |  |

|  | 13 april 2013 | Moldavië | 24 - 20 | Polen | Chisinau |  |
|  |               | Try: Maxim Cobilas (15'), Dumitru Arhip (34'), Nicolae Chirila (53'), Oleg Prepelita (71') Con: Octavian Manoli 2 | verslag | Try: Alexander Beccau (29'), · Krzysztof Hotowski (66') · Con: David Chatier 2 · Pen: David Chatier 2 · Kaarten: Kacper Ławski 5' tot 15' · Merab Gabunia 43' tot 53' |          |  |

|  | 1 juni 2013 | Zweden | 19 - 11 | Polen | Stockholm |  |
|  |             |        |         |       |           |  |

### Seizoen 2013-14

#### Eindstand
| #  | Team      | GW | Win | Gel | Ver | Bon | Pnt | Voor | Tegen | Saldo |
| -- | --------- | -- | --- | --- | --- | --- | --- | ---- | ----- | ----- |
| 1. | Duitsland | 5  | 4   | 0   | 1   | 3   | 19  | 207  | 91    | 116   |
| 2. | Moldavië  | 5  | 4   | 0   | 1   | 3   | 19  | 148  | 92    | 56    |
| 3. | Oekraïne  | 5  | 3   | 0   | 2   | 2   | 14  | 105  | 105   | 0     |
| 4. | Tsjechië  | 5  | 2   | 0   | 3   | 2   | 10  | 86   | 153   | -67   |
| 5. | Polen     | 5  | 2   | 0   | 3   | 1   | 9   | 113  | 112   | 1     |
| 6. | Zweden    | 5  | 0   | 0   | 5   | 1   | 1   | 71   | 177   | -106  |

#### Wedstrijden
|  | 7 september 2013 | Polen | 30–9               | Zweden                                | Stadion Polonii, Warschau     |  |
|  |                  | Try: Mateusz Bartoszek (9'), · Lukasz Szostek (39'), · Szymon Sirocki (80') · Con: Dawid Banaszek 3 (9', 39', 80') · Pen: Dawid Banaszek 3 (25', 68', 72') · Kaarten: Kamil Bobryk 53' tot 63', · Marek Płonka 78' tot 80' | verslag[dode link] | Pen: Robin Fransson 3 (28', 33', 58') | Scheidsrechter: Maxime Burlet |  |

|  | 12 oktober 2013 | Polen | 30–10   | Tsjechië                                                           | Stadion Polonii, Warschau                        |  |
|  |                 | Try: Robert Pawelec (68'), · Michal Kruzycki (70') · Con: Dawid Banaszek (70') · Pen: Dawid Banaszek 5 (4', 16', 39', 53', 60,), · Tomasz Gasik (27') · Kaarten: Dawid Banaszek 23' tot 33', · Marek Plonka 33' | verslag | Try: Robert Voves (65') Con: Petr Cizek (65') Pen: Petr Cizek (40) | Toeschouwers: 4,500 Scheidsrechter: Frank Himmer |  |

| 19 oktober 2013 | Zweden  | 11–17 | Tsjechië | Stockholm |
| 19 oktober 2013 | verslag |       |          | Stockholm |

|  | 26 oktober 2013 | Oekraïne                                                                                   | 16–28   | Duitsland | Kharkiv                          |  |
|  |                 | Try: Vyacheslav Ponomarenko (54'), Sergiy Tserkovniy (65') Pen: Maksym Tyurikov (12', 29') | verslag | Try: Pieter Jordaan (20'), Mark Sztyndera (25', 72') Con: Raynor Parkinson (21', 72') Pen: Raynor Parkinson (9', 58', 63') | Scheidsrechter: Vlad Iordachescu |  |

|  | 2 november 2013 | Oekraïne | 35–11   | Zweden                                                                                      | Kiev                                              |  |
|  |                 | Try: Oleh Kosarjev (14', 19') · Mykola Aleksandrjoek (25') · Denys Masiukov (37') · Vjatsjeslav Krasylnyk (70') · Con: Oleh Kosarjev (15', 20', 26', 38', 71') · Kaarten: Mykola Aleksandrjoek 50' tot 60' · Serhij Tserkovnyj 73' tot 80' | verslag | Try: Andrew Daish (78') · Pen: Niklas Ståhle (28', 35') · Kaarten: Andrew Daish 62' tot 72' | Toeschouwers: 2,000 Scheidsrechter: Petrescu Radu |  |

| 9 november 2013 | Moldavië | 50–20 | Zweden | Chișinău |
| 9 november 2013 |          |       |        | Chișinău |

|  | 9 november 2013 | Duitsland | 43–13 | Polen                                                    | Berlijn |  |
|  |                 | Try: Widiker (16 m, 32 m) Parkinson (24 c) Jordaan (38 c) Szczesny (52 c) Nostadt (67 c) Mai (74 m) Con: Parkinson (4/7) |       | Try: Gask (80 c) Con: Banaszek (1/1) Pen: Banaszek (2,9) |         |  |

| 16 november 2013 | Moldavië | 30–15 | Duitsland | Chișinău |
| 16 november 2013 |          |       |           | Chișinău |

| 16 november 2013 | Tsjechië | 10–17 | Oekraïne | Zlin |
| 16 november 2013 |          |       |          | Zlin |

| 5 april 2014 | Duitsland | 76–12 | Tsjechië | Heidelberg |
| 5 april 2014 |           |       |          | Heidelberg |

| 5 april 2014 | Polen | 12–21 | Moldavië | Warschau |
| 5 april 2014 |       |       |          | Warschau |

| 12 april 2014 | Moldavië | 28-8 | Oekraïne | Chișinău |
| 12 april 2014 |          |      |          | Chișinău |

| 26 april 2014 | Tsjechië | 37 - 19 | Moldavië | Praag Toeschouwers: 800 |
| 26 april 2014 |          |         |          | Praag Toeschouwers: 800 |

| 26 april 2014 | Zweden | 20 -45 | Duitsland | Stockholm |
| 26 april 2014 |        |        |           | Stockholm |

| 26 april 2014 | Oekraïne | 29 -28 | Polen | Lviv |
| 26 april 2014 |          |        |       | Lviv |

### Gecombineerde stand (2012–2014)

#### Eindstand
| #  | Team      | GW | Win | Gel | Ver | Bon | Pnt | Voor | Tegen | Saldo |
| -- | --------- | -- | --- | --- | --- | --- | --- | ---- | ----- | ----- |
| 1. | Duitsland | 10 | 8   | 0   | 2   | 7   | 39  | 398  | 180   | 218   |
| 2. | Moldavië  | 10 | 7   | 0   | 3   | 6   | 34  | 267  | 228   | 39    |
| 3. | Oekraïne  | 10 | 5   | 0   | 5   | 4   | 24  | 227  | 227   | 0     |
| 4. | Polen     | 10 | 5   | 0   | 5   | 2   | 22  | 208  | 183   | 25    |
| 5. | Zweden    | 10 | 3   | 0   | 7   | 2   | 14  | 193  | 307   | -114  |
| 6. | Tsjechië  | 10 | 2   | 0   | 8   | 3   | 11  | 142  | 310   | -168  |

#### Legenda
| Kleur | Kwalificatie voor                                          |
| ----- | ---------------------------------------------------------- |
|       | Promotie naar Divisie 1A & Play-offs voor plaats op het WK |
|       | Degradatie naar Divisie 2A                                 |